# Dance Again
«Dance Again» —en español: «Bailar otra vez»— es una canción interpretada por la cantante y actriz estadounidense Jennifer Lopez a dúo con el rapero estadounidense Pitbull. Fue elegido como el primer sencillo del primer recopilatorio de Dance Again... the Hits de la cantante estadounidense. Esto marca la tercera vez que López y Pitbull colaboran en una canción, las canciones anteriores a este sencillo promocional fueron "Fresh Out the Oven" (2009) y "On the Floor" (2011), curiosamente las 3 han sido #1 en el 'Billboard Dance Chart'.
Fue estrenado mundialmente el viernes 30 de marzo de 2012, y se lanzó en iTunes el lunes 2 de abril de 2012 en el sello Epic. El video oficial se estrenó en VEVO el 5 de abril del mismo año. La canción debutó en el puesto número 29 de Billboard Hot 100 de Estados Unidos. Por el momento, logró posicionarse en el puesto número 17 de esa lista. Fue interpretada en la serie Glee por Kate Hudson, en el primer capítulo de la cuarta temporada, combinada con «Americano» de Lady Gaga.

## Composición
"Dance Again" es una canción de estilo dance pop, escrita por Enrique Iglesias, AJ Junior, The Chef, y RedOne, siendo este último el productor de la canción. La trama de la canción cuenta sobre el deseo de una segunda oportunidad en la vida, de volver a empezar, metafóricamente de "volver a bailar" y amar, y además contiene varias insinuaciones sexuales.

## Video musical
Dance Again cuenta con un video musical de promoción dirigido por Paul Hunter.

## Formatos
| Sencillo en CD / sencillo digital |                             |          |  |
| N.º                               | Título                      | Duración |  |
| 1.                                | «Dance Again» (con Pitbull) | 3:57     |  |
| 2.                                | «Dance Again»               | 4:08     |  |

| Digital EP |                                             |          |  |
| N.º        | Título                                      | Duración |  |
| 1.         | «Dance Again» (con Pitbull)                 | 3:57     |  |
| 2.         | «Dance Again» (Versión Instrumental)        | 3:57     |  |
| 3.         | «Dance Again»                               | 4:08     |  |
| 4.         | «Dance Again» (video musical) (con Pitbull) | 4:26     |  |

## Historial de versiones
| País           | Fecha              | Formato                | Ref.   |
| -------------- | ------------------ | ---------------------- | ------ |
| Australia      | 2 de abril de 2012 | Descarga digital       | [ 4 ]  |
| Canadá         | 2 de abril de 2012 | Descarga digital       | [ 5 ]  |
| Francia        | 2 de abril de 2012 | Descarga digital       | [ 6 ]  |
| Alemania       | 2 de abril de 2012 | Descarga digital       | [ 7 ]  |
| Estados Unidos | 2 de abril de 2012 | Descarga digital       | [ 8 ]  |
| Irlanda        | 2 de abril de 2012 | Descarga digital       | [ 9 ]  |
| México         | 2 de abril de 2012 | Descarga digital       | [ 10 ] |
| Polonia        | 2 de abril de 2012 | Descarga digital       | [ 11 ] |
| Estados Unidos | 3 de abril de 2012 | Contemporary hit radio | [ 12 ] |
| Estados Unidos | 3 de abril de 2012 | Rhythmic radio         | [ 12 ] |
| Reino Unido    | 20 de mayo de 2012 | Descarga digital       | [ 13 ] |
| Bulgaria       | 20 de mayo de 2012 | Descarga digital       | [ 14 ] |